# Samuel Castriota
Samuel Castriota (* 2. November 1885 in Buenos Aires; † 8. Juli 1932) war ein argentinischer Tangopianist, Gitarrist, Bandleader und Komponist.
Castriota wuchs in San Miguel auf, arbeitete dort als Friseur und spielte nebenher als Autodidakt Gitarre. Sechzehnjährig kam er nach Buenos Aires, wo er in kleinen Bands Klavier spielte. Nach einem Lotteriegewinn eröffnete er ein Friseurgeschäft, kehrte aber bald zur Musik zurück und trat in einem Trio mit dem Bandoneonisten Vicente Loduca und dem Geiger Francisco Canaro auf. Mitte der 1910er Jahre komponierte er den Tango Lita, der mit dem Text von Pascual Contursi unter dem Titel Mi noche triste seine erfolgreichste Komposition wurde.
In der Folgezeit arbeitete er teils als Bandleader, teils als Pianist in anderen Orchestern und fuhr fort zu komponieren, konnte aber nie mehr an den Erfolg von Mi noche triste anknüpfen. Später versuchte er sich auch an Gesangsnummern für Theaterstücke wie Dolor de ausencia mit Carlos De Paoli, El ciruja de Sorrento mit Juan Andrés Caruso, Patio olvidado mit Carlos Cabral und Chica moderna mit Enrique Pedro Maroni.

## Kompositionen
- A la vejez, Tango
- Atorrante, Tango
- Como brilla, Tango (1914)
- Como quiera, Tango
- Cordobesita, Samba
- El arroyito, Tango
- El gorrión, Tango
- El loco de los inventos, Tango
- Flor de cardo (A ella le gusta), Tango
- Francia, Tango (1958)
- Jardín de las Rosas, Walzer
- La cotorrita, Tango
- La yerra, Tango
- Mi noche triste (Lita), Tango (1916)
- Nido de amor, Tango
- Reliquias criollas, Walzer
- Vieja milonga, Tango (1936)